# Pinctada maxima
Pinctada maxima (Engl. silver- oder goldlip pearl oyster, entsprechend im Deutschen gelegentlich als Silberlippe oder silberlippige Perlmuschel übersetzt), das Wörterbuch der Wirbellosen schlägt Große Perlmuschel als deutschen Trivialnamen vor, ist eine Muschel-Art in der Familie der Margaritidae  aus der Ordnung der Ostreida. Es ist die größte der etwa sechs Arten von Perlmuscheln, die für die Perlenzucht genutzt wird.

## Merkmale
Die sehr großen, leicht ungleichklappigen Gehäuse von Pinctada maxima sind schwach schief-rundlich bis gerundet-quadratisch und erreichen eine maximale Größe bis zu 30,5 Zentimetern. Die linke Klappe ist mäßig konvex gewölbt, die rechte Klappe ist dagegen flach oder nur schwach konvex gewölbt. Oft ist auch die linke Klappe leicht größer und die rechte Klappe sitzt in der linken Klappe. Der Grad der Wölbung nimmt mit zunehmendem Alter ab. Die Gehäuse sind meist geringfügig höher als lang. Der nach vorne eingekrümmte Wirbel sitzt fast in der Mitte. Der Schlossrand ist gerade und mehr oder weniger lang nach vorne und nach hinten ausgezogen. Das hintere Ohr ist klein-dreieckig und kaum vom Gehäusekörper abgesetzt. Das vordere, größere Ohr ist spitz-dreieckig. Die rechte Klappe besitzt unter dem vorderen Ohr einen Byssuseinschnitt. Das Schloss ist zahnlos im Adultstadium.
Die Schale ist dick und schwer, entsprechend kann ein großes Exemplar bis zu 6,3 kg wiegen. Die Gehäuse sind außen hell beigefarben, bei einigen Exemplaren kann die Wirbelregion grün, dunkelbraun oder purpurfarben sein. Juvenile Exemplare können dagegen noch ein breites Farbspektrum haben, von weißlich, grau, cremefarben, gelblich, grün, braun, purpurfarben bis schwarz, die helleren Varianten oft noch mit einem purpurfarbenen oder braunen Zickzackmuster. Ab einer Größe von etwa 12 cm sind dann die meisten Exemplare braun gefärbt, lediglich der Wirbel behält noch die Farbe des Juvenilstadiums. In sehr alten Exemplaren ist das Periostracum oft schon abgerieben, sodass die Hinweise auf die Farbe während des Juvenilstadiums nicht mehr erhalten sind. Sie haben keine radialen Elemente in der Ornamentierung.
Innen hat die Schale einen klaren Perlmuttglanz. Am Gehäuserand kann ein leicht gold- oder silberfarbenes Band unterschiedlicher Breite vorhanden sein, von dem die Muschel ihren englischen Namen goldlip oder silverlip perl oyster bekommen hat.

### Ähnliche Arten
Pinctada maxima unterscheidet sich in erster Linie durch ihre enorme Größe von den anderen Pinctada-Arten. Die Gehäuse sind hell beigefarben und ihnen fehlt die radiale Komponente in der Ornamentierung. Im Vergleich zu Pinctada margaritifera sind sie zudem weniger bauchig und haben einen längeren Schlossrand.

## Geographische Verbreitung und Lebensraum
Pinctada maxima kommt im östlichen Indischen Ozean von Myanmar südlich zur Westküste Australiens bis zur Shark Bay, im (sub-)tropischen westlichen Pazifik vom Ostchinesischen Meer südlich von Shanghai über die Philippinen, die indonesische Inselwelt, Papua-Neuguinea, den Bismarck-Archipel und den Salomonen bis nach Ostaustralien auf der Höhe von K’gari vor. Sie lebt im flachen, warmen Wasser bis in etwa 50 Meter Wassertiefe. Sie benötigen planktonreiches, aber sauberes Wasser. Bei intraspezifischen Diversitätsstudien auf molekularer Basis wurde festgestellt, dass das Zentrum der größten Diversität in Indonesien, etwa im Bereich der Bandasee liegt.

## Lebensweise

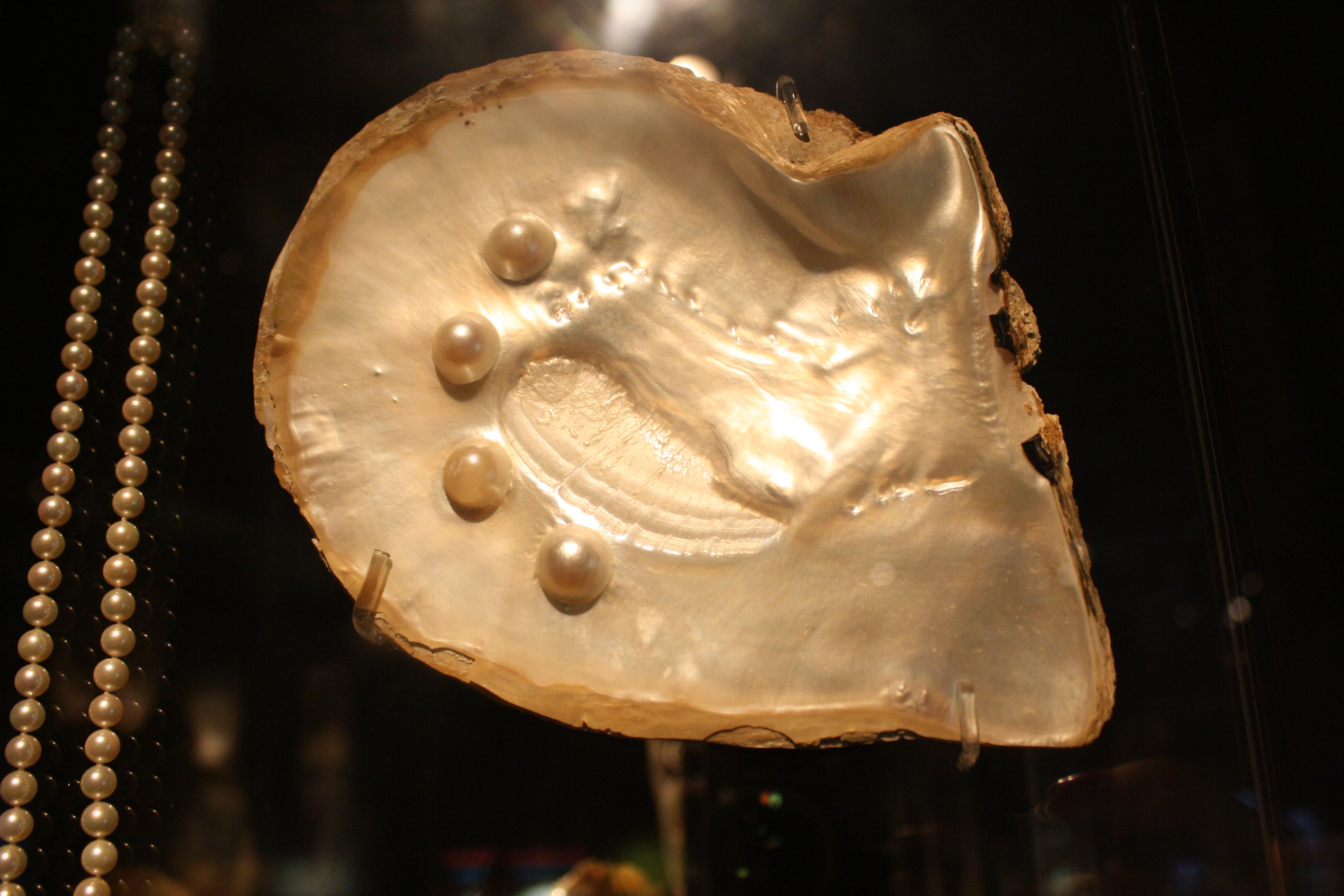
Pinctada maxima mit Südsee-Perlen

Die in der Regel getrenntgeschlechtlichen Tiere sind protandrische Hermaphroditen, d. h. sie reifen nach etwa zwei bis drei Jahren und einer Gehäusegröße von 11 cm zunächst zu Männchen heran, später dann ab etwa 13 cm Gehäusegröße werden viele Exemplare Weibchen, sodass das Verhältnis Männchen/Weibchen ab einer Größe von etwa 17 cm etwa 1:1 ist. Sehr selten kommen im Adultstadium auch Zwitter vor. Allerdings wurde beobachtet, dass die größeren weiblichen Tiere auch wieder Männchen werden können.
In Nordaustralien dauert die Reproduktionsphase von September/Oktober bis April/Mai, die Hauptphase ist von Mitte Oktober bis Dezember; ein zweites kleineres Maximum wurde im Februar/März beobachtet. Die Tiere geben mehrmals in dieser Periode ihre Geschlechtsprodukte ins freie Wasser ab, wo sie befruchtet werden. Pro Saison bilden die Weibchen zwischen 0,5 × 106 und 12 × 106 relativ kleine, gelbliche Eier. Sie haben einen Durchmesser von 50 bis etwas über 60 µm, der Durchschnitt liegt aber bei 60 µm. Etwa drei Stunden nach der Befruchtung, war das Morula-Stadium, nach fünf Stunden das Gastrula-Stadium und nach etwa sieben Stunden das Trochophora-Stadium erreicht. Nach etwa 18 bis 24 Stunden bilden die Larve den D-förmigen Prodissoconch I, der anfangs eine Breite von 79 µm und eine Höhe von 67 µm hat. Nach etwa sechs bis neun Tagen entwickelten 70 bis 80 % der Larven einen rudimentären Wirbel; die Länge des Prodissoconch betrug 110 µm und die Höhe 100 µm. Nach dem zehnten Tag waren die Wirbel voll ausgebildet und der Prodissoconch hatte eine Länge von 11 µm und 103 µm Höhe. Die sich am schnellsten entwickelnden Larven hatten bereits nach 12 bis 14 Tagen das Pediveliger-Stadium mit einem voll entwickelten Fuß und zwei dunkelroten Augenflecken erreicht und gingen nach 15 bis 17 Tagen zum Bodenleben über. Zu diesem Zeitpunkt hatte der Prodissoconch eine Länge zu Höhe von 270 zu 220 µm bis 307 zu 269 µm erreicht. Die große Masse der Larven (70 %) erreichte erst nach 22 bis 24 Tagen das Pediveliger-Stadium. Ab dem 25. Tag begann der Übergang zum Bodenleben, am 28. Tag waren aber immer noch 60 % im Pediveliger-Stadium. Nach 35 Tagen war die große Mehrzahl der Pediveliger zum Bodenleben übergegangen und hatte sich mit der rechten Klappe in Kontakt mit dem Substrat niedergelassen. Der Prodissoconch hatte im Durchschnitt eine Länge von 503 µm und eine Höhe von 417 µm (Variationsbreite von 410 bis 820 µm Länge). Der Prodissoconch I wies bei einer Länge von 90 µm (vier Tage alte Veliger-Larve) ein Schloss mit fünf senkrecht stehenden, Zähnen auf, davon drei Zähne im vorderen Teil, zwei Zähne im hinteren Teil. Bei einer Länge von 180 µm (etwa 18-Tage alte Veliger-Larve) hatte der Prodissoconch sechs Zähne, je drei im vorderen und hinteren Teil. Eine 24 Tage alte Pediveliger-Larve mit einem Prodissoconch von 230 µm Länge hatte neun Zähne, vier Zähne im vorderen Teil, fünf Zähne im hinteren Teil. Die Schlosszähne werden im weiteren Verlauf des Wachstums komplett reduziert. Die größten Exemplare von Pinctada maxima die bisher gefunden wurden, könnten bis zu 30 Jahre alt sein.

## Taxonomie
Das Taxon wurde 1901 von Lyster Jameson als Pteria (Margaritifera) maxima erstmals beschrieben. MolluscaBase verzeichnet nur das Synonym Pinctada anomioides (Reeve, 1857).

## Nutzung
Pinctada maxima wird vor allem in Indonesien, Philippinen, Myanmar und Westaustralien auf Perlen gezüchtet. Die Perlen dieser Art können bis 20 mm groß werden, es sind die im Durchschnitt größten und wertvollsten Perlen. Die Wertschöpfung der Perlenzuchtbetriebe betrug 2004 nach Schätzungen der FAO etwa 220 Millionen US-Dollar, von insgesamt 625 Millionen Dollar für alle Perlmuschel-Arten zusammen genommen. Die Perlen von Pinctada maxima und Pinctada margaritifera werden als Südsee-Perle oder Südsee-Zuchtperle vermarktet.

## Trivia
Die Philippine National Bank hat eine 1000 Peso-Banknote mit einer Pinctada maxima herausgegeben.

## Belege